# 竹村拓
竹村 拓（たけむら ひろし、1953年10月24日 - ）は、日本の声優、元舞台俳優。東京都葛飾区出身。千葉県育ち。オフィス薫所属。

## 経歴
東京都葛飾区出身だが、15歳の時に東京都から千葉県に転居。
小学生の頃は、なりたいものがコロコロと変わっていたという。小学3年生の頃に、音楽の教師がやたらにクラシックのレコードを授業で聴かせてくれるため、「クラシックっていいな」と思い、音楽家になってみたいと思っていた。小学校の高学年になると、東京オリンピックがあり、スポーツ選手になりたいと思った。周囲から刺激を受けたり、何かに感激すると、それに関連した職業になりたいと思っていたという。
東邦大学付属東邦高等学校卒業後は医科大学進学を考えていたが、学費が莫大な額であることを知り断念。高校3年生の時は、映画評論家になろうと思い、日本大学芸術学部映画学科進学も考えたが、映画産業は既に斜陽産業だという周囲の意見を聴いたこと、父に「映画ではこれから食べていけないぞ」と言われ、これも断念。親の勧めに従って獣医科大学に進学した。
野沢那智主宰の劇団薔薇座出身者の一人。当時は浪人をしていた頃に、ラジオで「劇団薔薇座で研究生を募集しています」というのを聞いていたという。野沢と白石冬美のラジオを聞いており、興味を持ったため、「冷やかしでいいから受けてみよう」と思ったという。両親からは「そんなことやるんだったら、家でムダめし食わすわけにはいかない!」と勘当され、自立。朝10時から夜6時まで牛乳屋に住み込みで働きながら、劇団でレッスンを受けていたという。野沢の弟子であるが、元々は舞台俳優としてのキャリアが中心だった。薔薇座は1980年に退団し、その後は役者は辞め、東京都内の割烹料亭にフロアマネージャーとして就職した。その後、薔薇座に残っていたデモテープを聴いた千葉耕市が、音響監督を務めていた『クラッシャージョウ』のオーディションを受けて欲しいと要請。役者は引退していた身であったがオーディションに合格、29歳で『クラッシャージョウ』で主演声優として本格的にデビューした。
その後、ぷろだくしょんバオバブ、フリーを経て、オフィス薫所属となった。
テレビアニメ『鎧伝サムライトルーパー』のメインキャラクターの羽柴当麻を演じ、これをきっかけに1989年に結成され大ヒットした声優ユニット「NG5」のメンバーの1人。
2023年9月末を以て、長年担当していた『サザエさん』の甚六役を降板した。

## 人物
音域はテノール。
趣味はビリヤード、スキー、釣り、テニス。
小学校時代は草野球をしており、少年野球大会に出場した。その時は2回戦ぐらいまでは勝つが、3回戦になると、監督やコーチがいたり2軍もいたりしていたりユニフォームでビシッとしていたチームにコテンパンに負けていた。中学時代では当初バスケットボール部に所属していたが、背が小さいことからポジションはセンターで、45度からシュートしたかったが、どうも向いてないと感じていた。その頃からサッカーブームになりかけていたことから、新しくできたサッカー部に所属し、高校時代にも所属していた。しかし、当時は習志野高等学校が強く、自身の通っていた高校が弱かったこともあり、習志野高等学校との試合では、相手は1年生ばかりであったにも関わらず負けていたという。
高校時代は映画『ハスラー』でポール・ニューマンを見て「僕も真似したい」と思い、ビリヤードをしていた。千葉県の近くの日本大学理工学部の前にあったビリヤード屋があり、その店の人物からは「高校生のくせに生意気じゃないか」と言われながらも、通っていると色々教えてもらえた。高校3年生の時に、ビリヤード協会の千葉県大会で決勝まで行っていたが、ビリヤード屋の当時中学生だった息子に負けてしまったという。
中学時代も映画を月に1本ぐらいは見ていたが、特に熱狂的になったのは高校時代だった。2年生の頃はラジオをよく聴いており、試写会にハガキで申し込み、週に4本から5本も見ていたこともあった。月に30本見ていた時もあり、おこづかいがハガキ代と交通費でなくなってしまったという。
父はサラリーマン。

## 出演
太字はメインキャラクター。

### テレビアニメ
1978年
- 新エースをねらえ!

1979年
- ドラえもん（テレビ朝日版第1期）（1979年 - 2005年、ガキ大将、中学生、山賊B、少年A）
- 無敵鋼人ダイターン3（ソルジャーE、ソルジャーD）
- ルパン三世 (TV第2シリーズ)（1979年 - 1980年）

1983年
- キャッツ・アイ（1983年 - 1985年、河野哲、アキラ、警官）
- 機甲創世記モスピーダ（ロミイ青年）
- 銀河漂流バイファム（1983年 - 1984年、バーツ・ライアン）
- レディジョージィ（ディック）
- 聖戦士ダンバイン（トルストール・チェシレンコ）

1984年
- OKAWARI-BOY スターザンS（ロボット）
- 銀河パトロールPJ（ニューマン、ジリオ、ヘルメス、チーフ、隊員、大佐、議員、アンドロイド1、無線の声）
- ゴッドマジンガー（火野ヤマト）
- 特装機兵ドルバック（若者、通信兵）

1985年
- おねがい!サミアどん（1985年 - 1986年、シル・ターナー）
- オバケのQ太郎（ゴジラ）
- ゲゲゲの鬼太郎（第3作）（1985年 - 1987年、若者A、村人D）
- サザエさん（1985年 - 2023年、甚六〈2代目〉、中島の兄〈2代目〉、コウノ、望月、ワカメの担任〈4代目〉 他）
- 星銃士ビスマルク
- ダーティペア（管制官）
- 超力ロボ ガラット（TNT）
- 北斗の拳（タカ）

1986年
- ハイスクール!奇面組（1986年 - 1987年、二階胴面一）
- Bugってハニー
- メイプルタウン物語（ジョニー）

1987年
- エスパー魔美（隆、刑事C）
- 機甲戦記ドラグナー（1987年 - 1988年、ウェルナー・フリッツ）
- ことわざハウス 健康編（ペータ、医者、課長）
- 新メイプルタウン物語 パームタウン編（助監督）
- トランスフォーマー ザ☆ヘッドマスターズ（情報員）
- ビックリマン（1988年 - 1989年、金太ロボ神、矢鬼、カン魔、成りキング）

1988年
- 美味しんぼ（津川則夫）
- 魁!!男塾（豪学連C）
- 新グリム名作劇場（次男）
- ついでにとんちんかん（偽レッド）
- トランスフォーマー 超神マスターフォース（1988年 - 1989年、ジンライ / スーパージンライ / ゴッドジンライ、クリス）
- ハロー!レディリン（フィリップ）
- プロゴルファー猿（西郷）
- 鎧伝サムライトルーパー（1988年 - 1989年、天空のトウマ）

1989年
- アイドル伝説えり子（アキラ）
- 獣神ライガー（青年）
- 戦え!超ロボット生命体 トランスフォーマーV（ゴッドジンライ、ビクトリーレオ）
- 桃太郎伝説（鬼之皇子、黒魔鬼 他）

1990年
- 笑ゥせぇるすまん（烏森喜一）

1991年
- 機甲警察メタルジャック（パーティーの司会者）
- それいけ!アンパンマン（1991年 - 1994年、ホッチンワニ〈初代〉、ヘルスメーターマン）
- 新世紀GPXサイバーフォーミュラ（牧伸介）

1992年
- スペースオズの冒険（チョッパー）

1993年
- 勇者特急マイトガイン（旋風寺旭）

1994年
- おまかせスクラッパーズ（川瀬）
- 七つの海のティコ（サントス）
- 美少女戦士セーラームーンS（暮林）

1996年
- 機動新世紀ガンダムX（ランスロー・ダーウェル）
- るろうに剣心 -明治剣客浪漫譚-（蜂須賀）

1997年
- 勇者王ガオガイガー（1997年 - 1998年、野崎）

1998年
- 銀河漂流バイファム13（バーツ・ライアン）

1999年
- イソップワールド（イタッチ、騎士B）
- 週刊ストーリーランド（1999年 - 2000年、男、そば屋主人）
- Bビーダマン爆外伝V（リトルボン）

2000年
- アルジェントソーマ（Mr.X）
- 機巧奇傳ヒヲウ戦記（久坂）
- 人形草紙あやつり左近（樽海剛）
- 名探偵コナン（2000年 - 2010年、相田徹、小林、吉澤勇太、川上昇、有馬雅彦、石上保、富樫文孝、日住勲）

2003年
- 機動戦士ガンダムSEED（マルコ・モラシム）
- プラネテス（研究課課長）

2004年
- クレヨンしんちゃん（名無）

2007年
- アイドルマスター XENOGLOSSIA（カイエン・ロ・ウ）
- 風の少女エミリー（ハーディー校長）

2008年
- ゴルゴ13（チャーリー）

2009年
- スレイヤーズ EVOLUTION-R（ハンス）

2010年
- ドラえもん（テレビ朝日版第2期）（ジンジャー）

### 劇場アニメ
- クラッシャージョウ（1983年、ジョウ）
- オバケのQ太郎 とびだせ! バケバケ大作戦（1986年、ゴジラ）
- メイプルタウン物語（1986年、ジョニー）
- オバケのQ太郎 とびだせ! 1/100大作戦（1987年、ゴジラ）
- 勝利投手（1987年、コーチ）
- 新メイプルタウン物語 パームタウン編（1987年、ジョニー）
- 機動戦士ガンダム 逆襲のシャア（1988年、オペレーター）
- ビックリマン 無縁ゾーンの秘宝（1988年、審助）
- 機動戦士SDガンダムの逆襲（1989年）
- 嵐を呼ぶ学園祭（1989年、ジェリド）
- SD戦国伝 暴終空城の章（1989年、武者頑駄無摩亜屈、今殺駆）
- シティーハンター 百万ドルの陰謀（1990年、ダニエル・オハラ[18]）
- 機動戦士ガンダムF91（1991年、グルス・エラス）
- ハローキティの魔法の森のお姫さま（1991年、ザラード[3] / ロビン王子）
- ジャングル大帝（1997年、ハリー）

### OVA
- 銀河漂流バイファム カチュアからの便り（1984年、バーツ・ライアン[19]）
- 銀河漂流バイファム 集まった13人（1984年、バーツ・ライアン[19]）
- 銀河漂流バイファム 消えた12人（1985年、バーツ・ライアン[19]）
- 銀河漂流バイファム “ケイトの記憶” 涙の奪回作戦!!（1985年、バーツ・ライアン[19]）
- 山太郎かえる（1986年、山太郎〈大人時代〉）
- 風と木の詩SANCTUS -聖なるかな-（1987年、パスカル）
- ダーティペア（1987年、アラン）
- 装甲騎兵ボトムズ レッドショルダードキュメント 野望のルーツ（1988年、バージル・カースン）
- クラッシャージョウ 氷結監獄の罠（1989年、ジョウ）
- クラッシャージョウ 最終兵器アッシュ（1989年、ジョウ）
- 鎧伝サムライトルーパー 外伝（1989年、羽柴当麻 / 天空のトウマ）
- 鎧伝サムライトルーパー 輝煌帝伝説（1989年、羽柴当麻 / 天空のトウマ）
- A-Ko The VS GRAY SIDE（1990年、グラッシュ）
- A-Ko The VS BLUE SIDE（1990年、グラッシュ）
- 機動戦士SDガンダムMARK-III（1990年、武者頑駄無、今殺駆）
- 独身アパートどくだみ荘III（1990年）
- ここはグリーン・ウッド（1991年、男A）
- スケバン刑事（1991年、野分三平）
- 鎧伝サムライトルーパー MESSAGE（1991年、羽柴当麻 / 天空のトウマ）
- 新世紀GPXサイバーフォーミュラ11（1992年、牧伸介[20]
- 新世紀GPXサイバーフォーミュラZERO（1994年、牧伸介[21]）
- 銀河英雄伝説（1994年、ホルツバウアー）
- 新世紀GPXサイバーフォーミュラZERO（1994年、牧伸介）

### ゲーム
- ガールドールトーイ（1998年、丸山教授）
- 勇者王ガオガイガー BLOCKADED NUMBERS（1999年、野崎通）
- SDガンダム GGENERATION（2000年 - 2019年、ガウマン・ノビル、グルス・エラス、ランスロー・ダーウェル、マルコ・モラシム） - 9作品[一覧 1]
- サンライズ英雄譚R（2000年、カースン）
- 7BLADES（2000年、達磨）
- ブレイブサーガ2（2000年、旋風寺旭）
- リリーのアトリエ 〜ザールブルグの錬金術士3〜（2001年、ゲマイナー[22]）
- 機動戦士ガンダムSEED（2003年、マルコ・モラシム）
- SUNRISE WORLD WAR Fromサンライズ英雄譚（2003年、ウェルナー、バーツ、天空のトウマ）
- 機動戦士ガンダムSEED 終わらない明日へ（2004年、マルコ・モラシム）
- 機動戦士ガンダムSEED 連合vs.Z.A.F.T.（2005年、マルコ・モラシム）
- 機動戦士ガンダムSEED DESTINY 連合vs.Z.A.F.T.II PLUS（2006年、マルコ・モラシム）
- スーパーロボット大戦シリーズ（2004年 - 2008年、ウェルナー・フリッツ、ランスロー・ダーウェル） - 6作品[一覧 2]

### CD
- 銀河漂流バイファム ドラマ編 ジェイナス愛の航海日誌…気分はもう主役（バーツ・ライアン）
- クラッシャージョウ 銀河系最後の秘宝（ジョウ）
- ザ・マスターズファイター（坂本辰之助）
- ビックリマン 愛の戦士ヘッドロココ イメージアルバム（ヘッドロココ）
- 桃太郎伝説 夢・しゃりばり / 夢しゃりばりII、桃王（ドラマ出演、ボーカル）
- 鎧伝サムライトルーパーシリーズ
  - 君を眠らせない
  - BEST FRIENDS
  - ドラマCD 天空伝
  - ドラマCD 光輪伝
  - ドラマCD 月
  - カセットコレクション そして五人
- 寝室の鍵買います（妹尾義喬）
- ロードス島戦記（パーン）
  - ロードス島戦記 幻惑の魔石
  - ロードス島戦記2 宿命の魔術師

### 吹き替え

#### 映画
- 哀愁 ※日本テレビ版
- 赤ちゃんに乾杯! ※フジテレビ版
- アンディ・ラウの獄中龍（アモウ）
- いつも心に太陽を
- エルミネーターズ（ルイス〈ファウスト・バラ〉）
- 9000マイルの約束（ライブレヒト大尉）
- グッドモーニング, ベトナム（マーティー・リー・ドライウィッツ軍曹〈ロバート・ウール〉）※フジテレビ版
- クライシス2050（ハーヴァード）※劇場公開版
- クラッシュトレイン（ジョー・ビークロフト）
- 検事Mr.ハー/俺が法律だ（刑事〈タイ・ポー〉）
- 恋の方程式 あなたのハートにクリック2
- 五福星（ルー）
- コンペティション（ジローラモ"ジェリー"・ディサルヴォ〈ジョセフ・カリ〉）
- サルサ/灼熱のふたり（チューイ〈ヴァレンテ・ロドリゲス〉）
- サンダーアーム/龍兄虎弟（ウェイター）※フジテレビ版
- ジーパーズ 恐怖の都市伝説（モンスターマン〈ジョー・グッドリッチ〉）
- ジャッキー・チェンの醒拳（チュウ）※劇場公開版
- 17歳（パケーテ）
- 十福星（ファット〈ケント・チェン〉）
- ジングル・オール・ザ・ウェイ（スパーキー〈ピーター・ブライトメイヤー〉）※フジテレビ版
- 新Mr.BOO!お熱いのがお好き（タット〈マイケル・ライ〉）
- 酔拳2（ツォウ〈チャン・チーコン〉）※フジテレビ版
- スターゲイト（タニート）
- ストリート・オブ・ファイヤー
- ダイナー（モデル〈ポール・ライザー〉）
- ダイ・ハード（アーガイル〈デヴロー・ホワイト〉）※フジテレビ版
- デビルとマックス/悪魔が天使?（ナード）
- トイ・ソルジャー（ウィリアム・“ビリー”・テッパー〈ショーン・アスティン〉）※フジテレビ版
- トニー・レオンのミッドナイト・エクスプレス（ピャウ）
- ナイトライフ（パランボ〈マーク・ペルグリノ〉）
- NAKED -ネイキッド-（コリン〈J・D・ガーフィールド〉）
- バック・ビート（ポール・マッカートニー〈ゲイリー・ベイクウェル〉）
- 初体験/リッジモント・ハイ（アーノルド）
- フェーム（マイケル〈マイケル・デロレンツォ〉）
- ブルースチール（ハワード〈マット・クレイヴン〉）※ビデオ版
- プロジェクトA2 史上最大の標的（ひょうきん〈タイ・ポー〉）※フジテレビ版
- プロテクター（スタン・ジョーンズ〈キム・バス〉）※フジテレビ版
- 微笑みがえし（ピンキー）
- ポリス・ストーリー/香港国際警察（キム刑事〈マース〉）※フジテレビ版
- マイケル・ムーアの恐るべき真実 アホでマヌケなアメリカ白人（マイケル・ムーア）
- ミラクル・ファイター（ジュコン〈サイモン・ユエン・Jr〉）
- メンフィス・ベル（フィル〈D・B・スウィーニー〉）※ビデオ版
- 燃えよデブゴン9 プロジェクトD（チャン〈トン・ワイ〉）
- 霊幻道士2 キョンシーの息子たち!（ケイ〈ビリー・ラウ〉）
- ロビン・フッド（ウィル・スカーレット〈クリスチャン・スレーター〉）※フジテレビ版
- ワンダー・ガールズ 東方三侠2（タク〈ラウ・チンワン〉）
- わんわん!ホーム・アローン（スリック〈ブラッド・J・サージ〉）

#### テレビドラマ
- アニマル・レスキュー・キッズ（警備員）※第5話
- イヴのすべて（教授）※第4話
- L.A.大捜査線 マーシャル・ロー（フェリックス〈ダグ・クルーゼ〉）※第20話
- L.A.ロー 七人の弁護士[3]
- 俺がハマーだ! シーズン2 #15（ハゲタカラック）
- 刑事フォイル（ビル・バートン）
- こちらブルームーン探偵社 シーズン3 #7（求婚者〈コルム・ミーニイ〉）
- ザ・シークレット・ハンター[3]
- ザ・プラクティス ボストン弁護士ファイル（ホルト）※第12話
- ザ・ホワイトハウス シーズン2 ※第4話
- ジェシカおばさんの事件簿（マット〈ブライアン・L・グリーン〉）
- 白バイ野郎パンチ&ボビー（ベンジャミン・ウェブスター〈クラレンス・ギルヤードJr.〉）
- 新ヒッチコック劇場（アレック〈アルバート・シュルツ〉）
- スターゲイト SG-1（ジョナス・クイン〈コリン・ネメック〉）
- セサミストリート（フレッド・ジョンソン）※テレビ東京版
- ツイン・ピークス（ジェームズ・ハーリー〈ジェームズ・マーシャル〉）
- 特捜刑事マイアミ・バイス（オーランド・カルデロン〈ジョン・レグイザモ〉）
  - シーズン1 #12（ルイス・マルティネス〈エヴァン・ハンドラー〉）
  - シーズン2 #5（ダニー・ベイン）
  - シーズン3 #14（ロキ・フロレス）
- 特攻野郎Aチーム シーズン1 #10（助監督）
- ナイトライダー（メイス・ボードレー 他 多数出演）※第1・9・10・29・24・31・37話
- ノック! ノック! ようこそベアーハウス（ポップ〈タイラー・バンチ〉）
- ピッツバーグ警察日記
- フェーム/青春の旅立ち（マイケル〈マイケル・デロレンツォ〉）
- フリッパー（バイパー）※第34話
- 弁護士イーライのふしぎな日常 ※第12話
- 名探偵ポワロ 盗まれたロイヤル・ルビー（ファルーク王子〈タリク・アリバイ〉）※NHK版
- 名探偵ロビン 事件はおまかせ!（オスカー・ホワイト）

#### アニメ
- アラジンの大冒険（男）
- コアラの探偵 アーチボルド（エジソン）
- コビーの冒険（カチャス）
- ザ・シンプソンズ[3]

### ドラマ
- TOKYO CITY めるへん

### その他コンテンツ
- タカラ 戦え!スーパージンライ（ジンライ）

### シリーズ一覧
1. ↑  『F』（2000年）、『F.I.F』（2001年）、『PORTABLE』（2006年）、『SPIRITS』（2007年）、『WARS』（2009年）、『WORLD』（2011年）、『OVER WORLD』（2012年）、『GENESIS』（2016年）、『CROSSRAYS』（2019年）
2. ↑  『GC』『MX』（2004年）、『MX ポータブル』（2005年）、『XO』（2006年）、『A PORTABLE』『Z』（2008年）